# 기욱 (가수)
기욱(본명: 이기욱, 2000년 1월 24일~)은 대한민국의 음악가이다.